# نميات

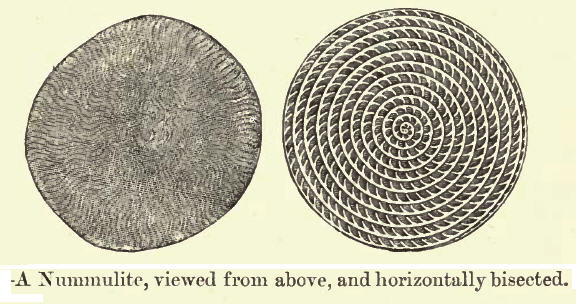
نميتان

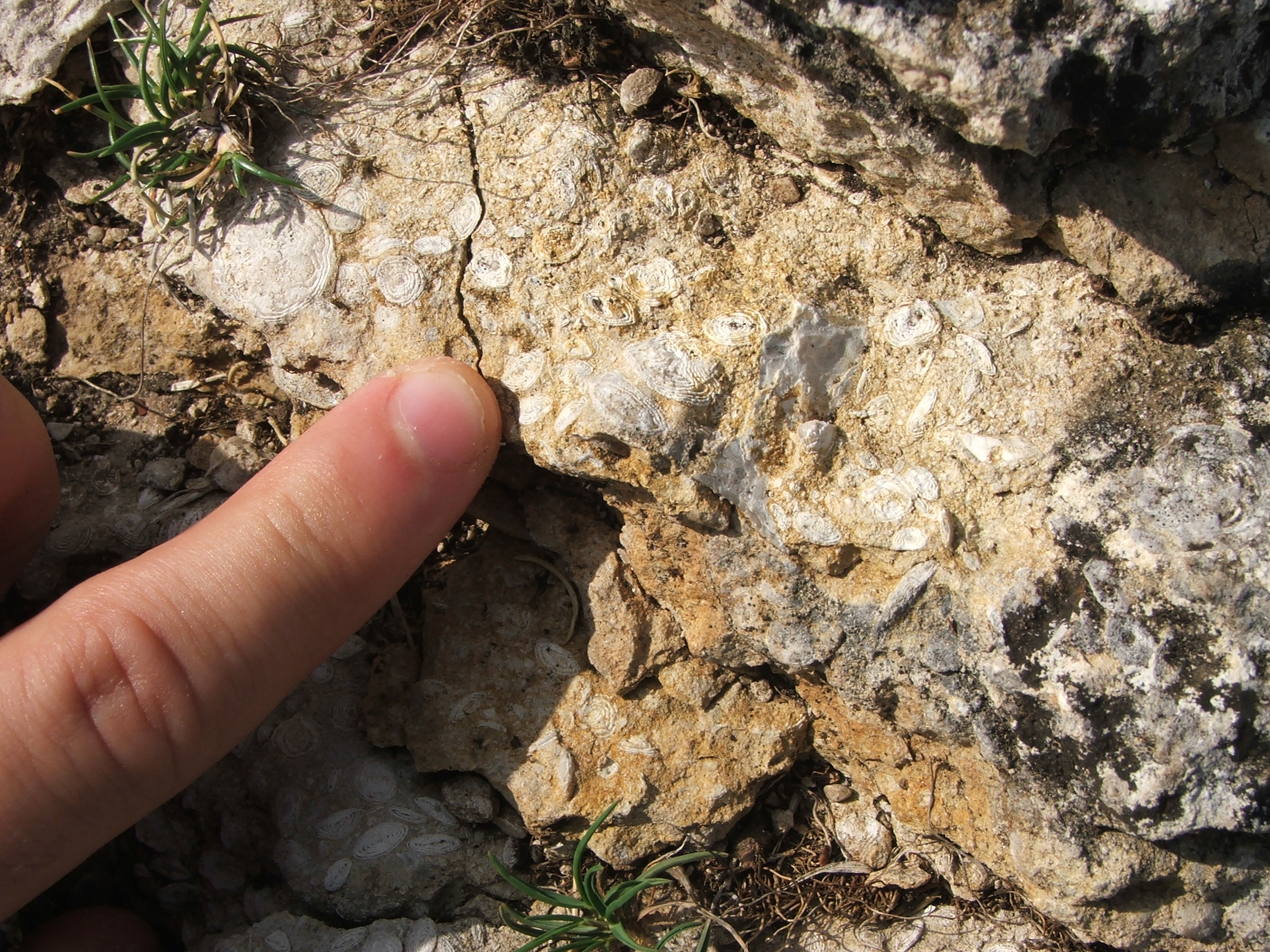
مستحاثات نميات

النُمَيّات (بالإنجليزية: Nummulites)‏، واحدتها نُمَيّة وهي مستحاثات عدسية الشكل عريضة، تتميز بدوائر.